# Маана Пател
Маана Пател (18 березня 2000) — індійська плавчиня.
Учасниця Олімпійських Ігор 2020 року.
Переможниця Азійських ігор 2016, 2019 років.